# Pannenkoek2012

pannenkoek2012 또는 pannenkoek 또는 pannen(/ˈpænənkoʊək/)으로 알려진 스콧 뷰캐넌(Scott Buchanan)은 매우 심층적이고 기술적인 슈퍼 마리오 64 동영상을 전문으로 다루는 유튜브 인사이다. A 버튼을 가능한 한 자주 누르지 않으면서 슈퍼 마리오 64를 플레이하는 "A 버튼 챌린지" 동영상으로 가장 잘 알려져 있다. A 버튼은 "점프" 버튼이며, 슈퍼 마리오 64를 정상적으로 플레이하려면 수천 번의 A 버튼을 눌러야 할 것으로 예상된다.
2014년에는 버그로 인해 수집할 수 없는 것으로 여겨졌던 특정 코인을 수집해 언론의 주목을 받았다. 2015년에 그는 DOTA_TeaBag가 실수로 수행한 "업워프"라는 희귀하지만 유용한 슈퍼 마리오 64 결함을 재현할 수 있는 사람에게 미화 1,000달러의 현상금을 제안했다. 2024년 기준 현상금은 청구되지 않았다. 일부 사람들이 주장하는 한 가지 이론은 문제의 상향 워프가 우주 광선에 의한 일회성 비트 플립에 의해 발생했다는 것이다. 그러나 이는 보편적으로 동의되지는 않는다.